# Mebendazol
Mebendazol je benzimidazol koji deluje putem ometanja metabolizma ugljenih hidrata i inhibiranja polimerizacije mikrotubula.

## Spoljašnje veze
|  | Molimo Vas, obratite pažnju na važno upozorenje u vezi sa temama iz oblasti medicine (zdravlja). |